# فيرنر شلاجر
فيرنر شلاجر (بالألمانية: Werner Schlager)‏ (ولد في 28 سبتمبر 1972في فينر نويشتات، النمسا) لاعب تنس طاولة نمساوي وبطل عالمي سابق.

## الحياة المهنية
بدأ فيرنر شلاجر يلعب تنس الطاولة في سن السادسة متأسيا بوالده وأخيه، اللذان كانا لاعبا تنس طاولة على قمة التصنيف في النمسا، ما جعلاهما مدرباه. بعد تبوأه مكانة عالية في منافسات كثيرة في الفردي والزوجي، تغلب على لاعب كوريا الجنوبية جو سيهيوك محرزا اللقب العالمي لفردي الرجال في بطولة العالم 2003 في باريس ليصعد قمة التصنيف العالمي.
في ذلك الوقت كان شلاجر أول لاعب نمساوي يفوز ببطولة العالم لفردي الرجال منذ بطولة سنة 1937 التي فاز بها ريتشارد برجمان. اعتبر في النمسا رياضي العام، واختير في الصين كأشهر لاعب أجنبي.

## النتائج التاريخية
فردي (حتى 25 أغسطس 2010)
- الأولمبياد: ربع النهائي الألعاب الأولمبية الصيفية 2000.
- بطولة العالم: الفائز (2003)، نصف النهائي (1999).
- كأس العالم: له رقم قياسي في المشاركة بعشر مرات وحصل على المركز الثاني في سنة 1999.
- بطولات المحترفين: فاز في اربع منها:
النمسا 1996، البرازيل وكوريا 2002، كرواتيا 2004
وحصل على المركز الثاني في سبع:
كرواتيا 1999 الدنمارك 2000، ألمانيا 2001، بولندا 2002، مصر 2004، البرازيل 2004، كرواتيا 2005.
- جراند فاينل: له أيضا رقم قياسي في المشاركة بإحدى عشرة مرة وصل إلى نصف النهائي في 1999.
- بطولة أوروبا: حصل على المركز الثاني في 2009، ووصل إلى نصف النهائي في 2002 و2008 و2010.
- بطولة أوروبا (أفضل اثنى عشر): فاز بها مرتان في سنتي 2000 و2008، وحصل على المركز الثاني أيضا مرتان في 2004 و2006، وحصل على المركز الثالث في 2003.

زوجي الرجال
- الأولمبياد: ربع النهائي في 2000.
- بطولة العالم: وصل لربع النهائي في (1997 و1999 و2003)
- بطولات المحترفين: فاز بإحدى عشر بطولة:
إنجلترا والولايات المتحدة الأمريكية والنمسا 1996، بولندا 1997، كرواتيا 1998، أستراليا والتشيك 1999، الدنمارك 2000، البرازيل 2001، البرازيل 2002، روسيا 2005، ألمانيا 2006.
الثاني 7 مرات: أستراليا 1997، البرازيل 1999، بولندا 2000، قطر 2003، ألمانيا 2004، كرواتيا 2004، مصر 2004.
- جراند فاينل: له رقم قياسي في المشاركة بعشر مرات وصل إلى نصف النهائي في 1999.
- بطولة أوروبا: فاز في 2005، وحصل على المركز الثاني في 2008، وخرج من دور نصف النهائي في 1998 و2000 و2003 و2007.

الزوجي المختلط
- بطولة العالم: وصل إلى نصف النهائي في 2005.
- بطولة أوروبا: فاز بها سنة 2003، وخرج من دور نصف النهائي سنتي 2002 و2005.

الفرق
- الأولمبياد: أحرز مع فريقه المركز الرابع في 2008.
- بطولة العالم للفرق: حاز المركز الخامس
- كأس العالم للفرق: حصل على المركز الثالث في 2007.
- بطولة أوروبا: خسر النهائي في 2005.

## التكريم والجوائز
- حصل على وسام الإستحقاق الذهبي لجمهورية النمسا لعام 2000.
- حصل على وسام الشرف الذهبي لجمهورية النمسا لعام 2003.
- اعتبر الشخصية الرياضية النمساوية لسنة 2003.
- في عام 2003 صدر طابع بريد فئة 55 سنت يحمل صورته.

## روابط خارجية
- فيرنر شلاجر على موقع منظمة تنس الطاولة العالمي (الإنجليزية)
- فيرنر شلاجر على موقع أوليمبيديا (الإنجليزية)